# Majów
Majów (1135 m, słow. Májov grúň, Májov) – szczyt w Grupie Wielkiej Raczy w Beskidzie Żywiecko-Kisuckim. Znajduje się na granicy polsko-słowackiej pomiędzy szczytami Majcherowa i Przegibek. Na polską stronę ze stoków tych w kierunku północno-zachodnim spływa jeden z dopływów Potoku Majów, na słowacką stronę w kierunku południowym z Majowa opada grzbiet oddzielający potoki Brlhov potok i Majovský potok.
Majów znajduje się w głównym grzbiecie Beskidu Żywiecko-Kisuckiego, którym biegnie Wielki Europejski Dział Wodny. Prowadzi przez niego czerwony szlak turystyczny, omija jednak jego wierzchołek, trawersując północne, polskie stoki. Majów jest tutaj porośnięty wysokopiennym lasem świerkowym bez podszytu, ale z zarastających polanek rozciągają się ograniczone widoki. Las porasta cały masyw Majowa.
Polskie stoki Majowa znajdują się w granicach miejscowości Rycerka Górna w województwie śląskim, w powiecie żywieckim, w gminie Rajcza. W regionalizacji fizycznogeograficznej Polski według Jerzego Kondrackiego zaliczany był do Beskidu Żywieckiego, w nowszej polskiej regionalizacji z 2018 roku do Beskidu Żywiecko-Orawskiego, na Słowacji do Beskidu Kisuckiego.

## Szlaki turystyczne
odcinek: Wielka Racza – przełęcz Przegibek – Majów – Majcherowa – Przełęcz pod Rycerzową.